# Nematerijalna kulturna baština
Nematerijalna kulturna baština kao pojam obuhvaća: prakse, predstave, izrazi, znanje, vještine, kao i instrumente, predmete, rukotvorine i kulturne prostore koji su povezani s tim, koje zajednice, skupine i, u nekim slučajevima pojedinci, prihvaćaju kao dio svoje kulturne baštine.
Nematerijalnu kulturnu baštinu, koja se prenosi iz generacije u generaciju, zajednice i skupine stalno iznova stvaraju kao reakciju na svoje okruženje, svoje uzajamno djelovanje s prirodom i svoju povijest. Ona im pruža osjećaj identiteta i kontinuiteta te tako promiče poštovanje za kulturnu raznolikost i ljudsku kreativnost.
Sukladno članku 9. Zakona o zaštiti i očuvanju kulturnih dobara (NN 69/99, NN 151/03; NN 157/03, Ispravak), nematerijalno kulturno dobro mogu biti razni oblici i pojave duhovnog stvaralaštva što se prenose predajom ili na drugi način, a osobito:
- jezik, dijalekti, govori i toponimika, te usmena književnost svih vrsta;
- folklorno stvaralaštvo u području glazbe, plesa, predaje, igara, obreda, običaja, kao i druge tradicijske pučke vrednote;
- tradicijska umijeća i obrti.

Republika Hrvatska se, kao zemlja bogata nematerijalnom kulturnom baštinom, zalaže za izgradnju učinkovitog sustava zaštite i očuvanja, na međunarodnoj, regionalnoj i nacionalnoj razini te za uspostavljanje i unapređivanje međunarodne suradnje. Također ističe i potrebu poduzimanja zaštitnih mjera u suradnji s drugim zemljama potpisnicama UNESCO-ove Konvencije za zaštitu nematerijalne kulturne baštine u okviru djelotvornog obogaćivanja i dopune postojećih međunarodnih sporazuma, preporuka i rezolucija o kulturnoj i prirodnoj baštini, s novim odredbama koje se odnose na nematerijalnu kulturnu baštinu.